# Eerste Kamerverkiezingen 1902
De Eerste Kamerverkiezingen 1902 waren reguliere Nederlandse verkiezingen voor de Eerste Kamer der Staten-Generaal. Zij vonden plaats op 8 juli 1902.
De verkiezingen werden gehouden voor een derde deel van de zittende leden van de Eerste Kamer van wie de zittingstermijn afliep. Bij deze verkiezingen kozen de leden van Provinciale Staten - die bij de Statenverkiezingen in juni 1901 gekozen waren - in elf kiesgroepen naar provincie zeventien nieuwe leden.
De uitslag van de verkiezingen was als volgt:
| Partij                         | Zetels | Zetels | Zetels | Zetels | Zetels | Zetelverdeling naar provincie | Zetelverdeling naar provincie | Zetelverdeling naar provincie | Zetelverdeling naar provincie | Zetelverdeling naar provincie | Zetelverdeling naar provincie | Zetelverdeling naar provincie | Zetelverdeling naar provincie | Zetelverdeling naar provincie | Zetelverdeling naar provincie | Zetelverdeling naar provincie |
| Partij                         | 1899   | Af     | Bij    | 1902   | +/−    | Gr                            | F                             | D                             | O                             | Ge                            | U                             | NH                            | ZH                            | Z                             | NB                            | L                             |
| ------------------------------ | ------ | ------ | ------ | ------ | ------ | ----------------------------- | ----------------------------- | ----------------------------- | ----------------------------- | ----------------------------- | ----------------------------- | ----------------------------- | ----------------------------- | ----------------------------- | ----------------------------- | ----------------------------- |
| Liberale Unie                  | 24/19  | 5      | 4      | 18     | −1     | 3                             | 2                             | 2                             | 1                             |                               |                               | 7                             | 3                             |                               |                               |                               |
| katholieken                    | 13/14  | 6      | 6      | 14     | 0      |                               |                               |                               |                               | 3                             | 1                             |                               | 1                             |                               | 6                             | 3                             |
| vrije liberalen                | 7/9    | 3      | 3      | 9      | 0      |                               | 2                             |                               | 2                             |                               |                               | 2                             | 3                             |                               |                               |                               |
| Anti-Revolutionaire Partij     | 2/4    | 1      | 2      | 5      | +1     |                               |                               |                               |                               | 1                             | 1                             |                               | 2                             | 1                             |                               |                               |
| Vrij-Antirevolutionaire Partij | 3      | 2      | 2      | 3      | 0      |                               |                               |                               |                               | 1                             |                               |                               | 1                             | 1                             |                               |                               |
| conservatieven                 | 1      | 0      | 0      | 1      | 0      |                               |                               |                               |                               | 1                             |                               |                               |                               |                               |                               |                               |
| totaal                         | 50     | 17     | 17     | 50     | 0      | 3                             | 4                             | 2                             | 3                             | 6                             | 2                             | 9                             | 10                            | 2                             | 6                             | 3                             |

## Gekozenen
Bij deze verkiezingen waren zeventien leden aftredend, van wie veertien herkozen werden. De stemmingen voor de overige vacatures hadden de volgende resultaten:
- Door Provinciale Staten van Groningen werd Jan Scholten (Liberale Unie) gekozen in de vacature ontstaan door het aftreden van Johan Geertsema die had aangegeven niet herkiesbaar te zijn.
- Door Provinciale Staten van Noord-Holland werd Wilhelmus van Leeuwen (vrije liberalen) gekozen in de vacature ontstaan door het aftreden van Jan Rutgers van Rozenburg die had aangegeven niet herkiesbaar te zijn.
- Door Provinciale Staten van Zuid-Holland werd Jan Woltjer (Anti-Revolutionaire Partij) gekozen die de aftredende afgevaardigde Cornelis Pijnacker Hordijk (Liberale Unie) versloeg met 45 tegen 31 stemmen.

De zittingsperiode van de Eerste Kamer ging in op 17 september 1902. De zittingstermijn van de gekozen Kamerleden bedroeg negen jaar.
*1850 · 1853 · 1856 · 1859 · 1862 · 1865 · 1868 · 1871 · 1874 · 1877 · 1880 · 1883 · *1884 · 1887 (I) · *1887 (II) · *1888 · 1890 · 1893 · 1896 · 1899 · 1902 · *1904 · 1907 · 1910 · 1913 · 1916 · *1917 · 1919 · *1922 · *1923 · 1926 · 1929 · 1932 · 1935 · *1937 · *1946 · *1948 · 1951 · *1952 · 1955 · *1956 (I) · *1956 (II) · 1960 · *1963 · 1966 · 1969 · *1971 · 1974 · 1977 · 1980 · *1981 · *1983 · *1986 · 1987 · 1991 · 1995 · 1999 · 2003 · 2007 · 2011 · 2015 · 2019 · 2023

* algemene verkiezingen in verband met vervroegde ontbinding van de Eerste Kamer

vanaf 1987 bedraagt de vaste zittingstermijn van de Eerste Kamer vier jaar